# バヌバクタ・アーチャーリャ
バヌバクタ・アーチャーリャ（ネパール語: आदिकवि भानुभक्त आचार्य、英: Aadikavi Bhanubhakta Acharya 1814年 - 1868年）は、ラーマーヤナ(英:  Ramayana)をサンスクリット語 から ネパール語に翻訳した19世紀のネパールの詩人。

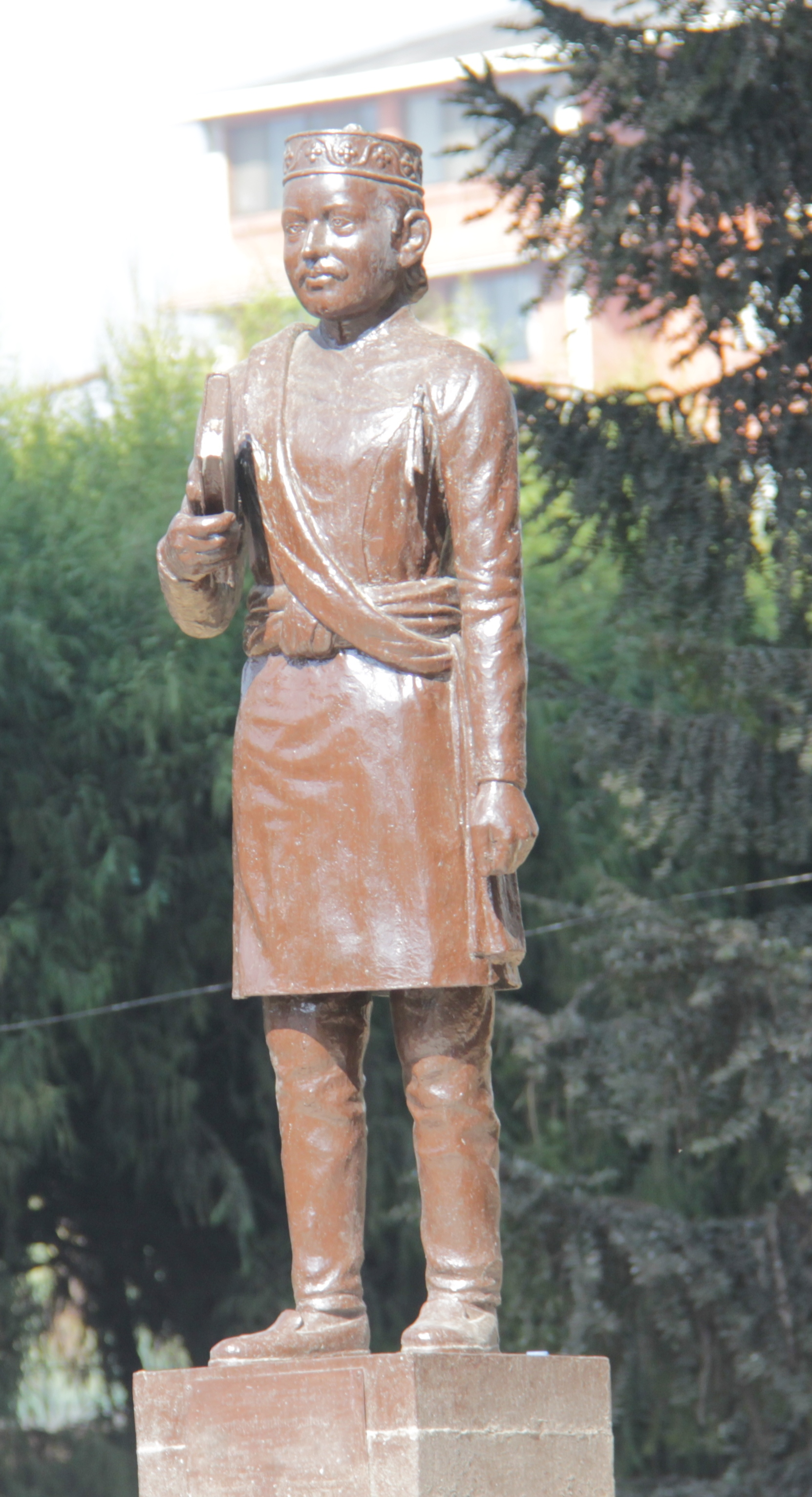
バヌバクタ・アーチャーリャの像
（ネパール・カトマンドゥ）

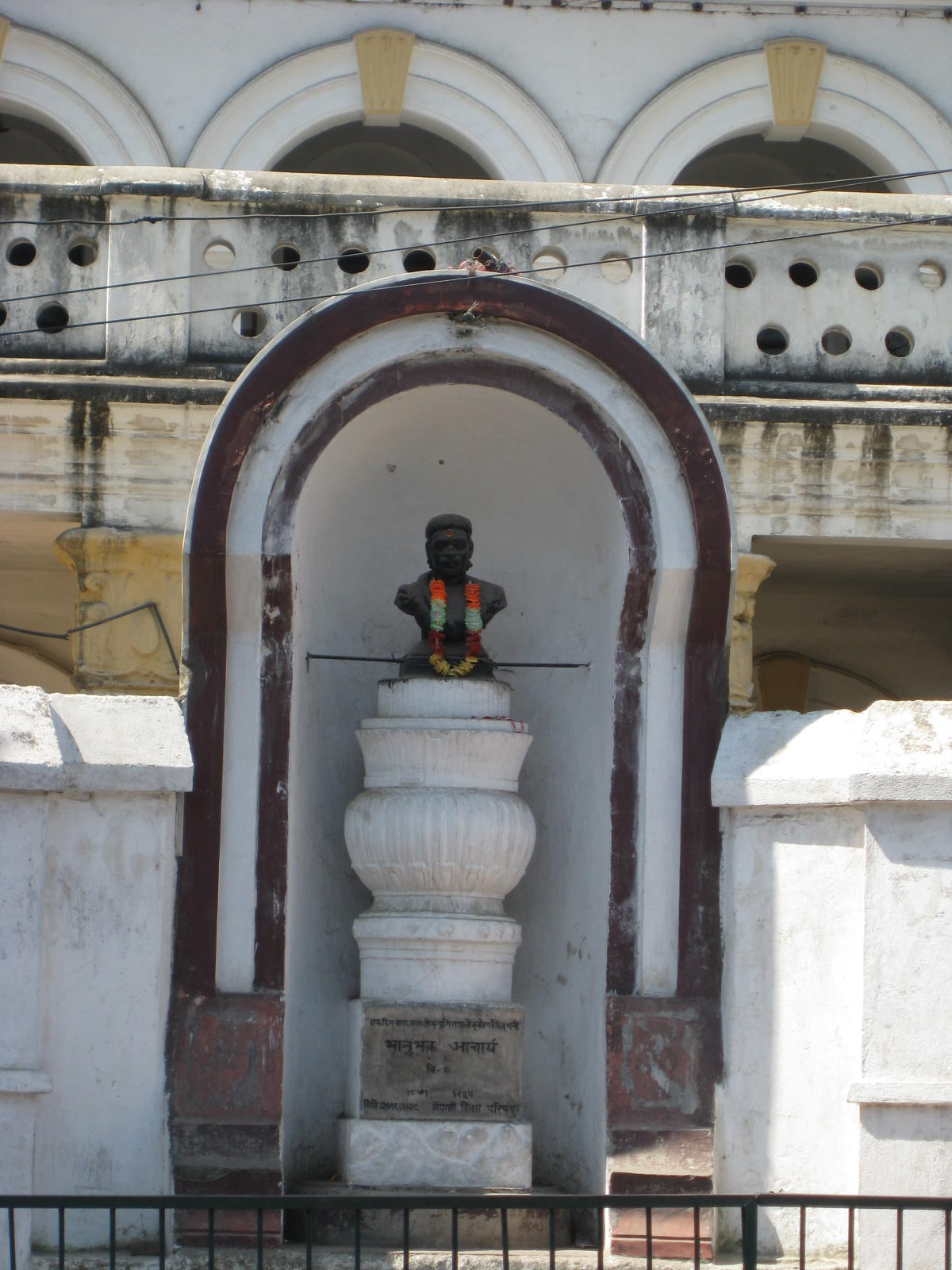
バヌバクタ・アーチャーリャの胸像
（カトマンドゥ、ダルパール・ハイスクールビル）

## 経歴

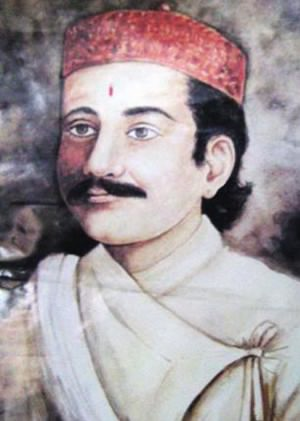
バヌバクタ・アーチャーリャ

バヌバクタはネパール西部ガンダキ県のタナフン郡のチョンティ・ラムガ村でヒンドゥー教のブラフミン・カーストの家で1814年に生まれた。彼は祖父のシュリ・クリシュナ・アーチャーリャによる自宅で教育を受けた。バヌバクタの父ダナンジャイ・アーチャーリャは一般の政府の役人で、西部ネパールのパルパ王国の知事アマール・シン・タパのために働いた。
バヌバクタの前のネパールの詩人は、通常、全てサンスクリット語で詩を書いていた。バヌバクタはネパール語の最初の詩人と見なされている。彼の詩の一つは、カトマンズ渓谷の風景と住民生活を描いた詩がある。
15世紀のハースの帝国の崩壊後、現代に進化してきた ネパール語 は日常生活の中で会話として使うことがあっても南アジア全体にサンスクリット語の影響が強かった。ネパールではブラフミン教師や学者らによるサンスクリット語の教えや文庫が全てだった。

## 草刈り人に出会う
バヌバクタはある日草刈り人に会うまで、裕福な家庭からの若い男の子で詩人になることや社会貢献ということは考えてもいなく平凡な生活を送っていた。しかし、草刈り人の話を聞いて彼はこれらの行を書いた : 
「草刈り人は、草を切断するために彼の人生を与え、少しのお金を稼いで、そのお金で村に井戸を掘って
死後も世の中に名が残るよう、高い思考を持って草刈りをしている。しかし、私は何も達成していない。
代々と人々に覚えてもらえるように井戸も掘っていない、レスト・ハウスも建てていない。
すべての私の富は、私の家の中にあるのみ。この草刈りが今日私の目を覚ましてくれた。
私の人生は私という存在のメモリが世の中から消えれば価値はない。」
「घासी दरीद्र घरको तर बुध्दि कस्तो　
म भानुभक्त धनी भइकन आज यस्तो」

## 作品とネパール文学の貢献
バヌバクタは彼の生活の中で2つの傑作を書いた。一つは、「バヌバクティ・ラーマーヤナ ("Bhanubhaktey Ramayan")」であり、もう一つは、彼が刑務所の中から首相に詩の形で書いた嘆願書だった。彼は書類への署名にいくつかの誤解のために、刑務所に入れられた。刑務所で健康が悪くなり、彼は自由を求め首相に手紙を書いたものだった。バヌバクタは詩で彼の自由を獲得したが、同様にお金の袋を与えられた。
ラーマーヤナのネパール語への翻訳は詩よりも歌のようなもので、分かりやすく社会のあらゆる世代の受け入れられた。
バヌバクタはネパールの最も敬愛される詩人の一人であることを知ることなく、1868年に一般人として世を去った。彼の傑作バヌバクティ・ラーマーヤナは原稿として1887年に発見され、インドのベナレスで出版された。
ネパール文学の歴史でバヌバクタ・アーチャーリャと20世紀初めの現代詩人ラクシュミ・プラサード・デブコタの名が最も高い。両者の唯一の違いは、バヌバクタの名声は彼の作品に圧倒され、デブコタの作品は、偉大な詩人自身のパーソナリティとして享受し続ける。

## バヌ・ジャヤンティ記念祭
バヌバクタ・アーチャーリャのネパール語の文学は特に彼の作品が出版されてからネパールの国境を越えて東西の広範囲に広まった。現在は、ネパール系民族の多いインドのシッキム州、アッサム州、ダージリン、メガラヤ州、西ベンガル州やウッタラカンド州とブータンでバヌ・ジャヤンティ記念祭としてバヌバクタの誕生記念日を毎年お祝う。この日学校や公共施設は祭日であり、様々な文化イベント、文学イベントが行われる。
2014年にはバヌバクタ・アーチャーリャの200周年誕生記念であり、ネパール内外でバヌ・ジャヤンティの様々な行事が行われるとされている。

## ギャラリー

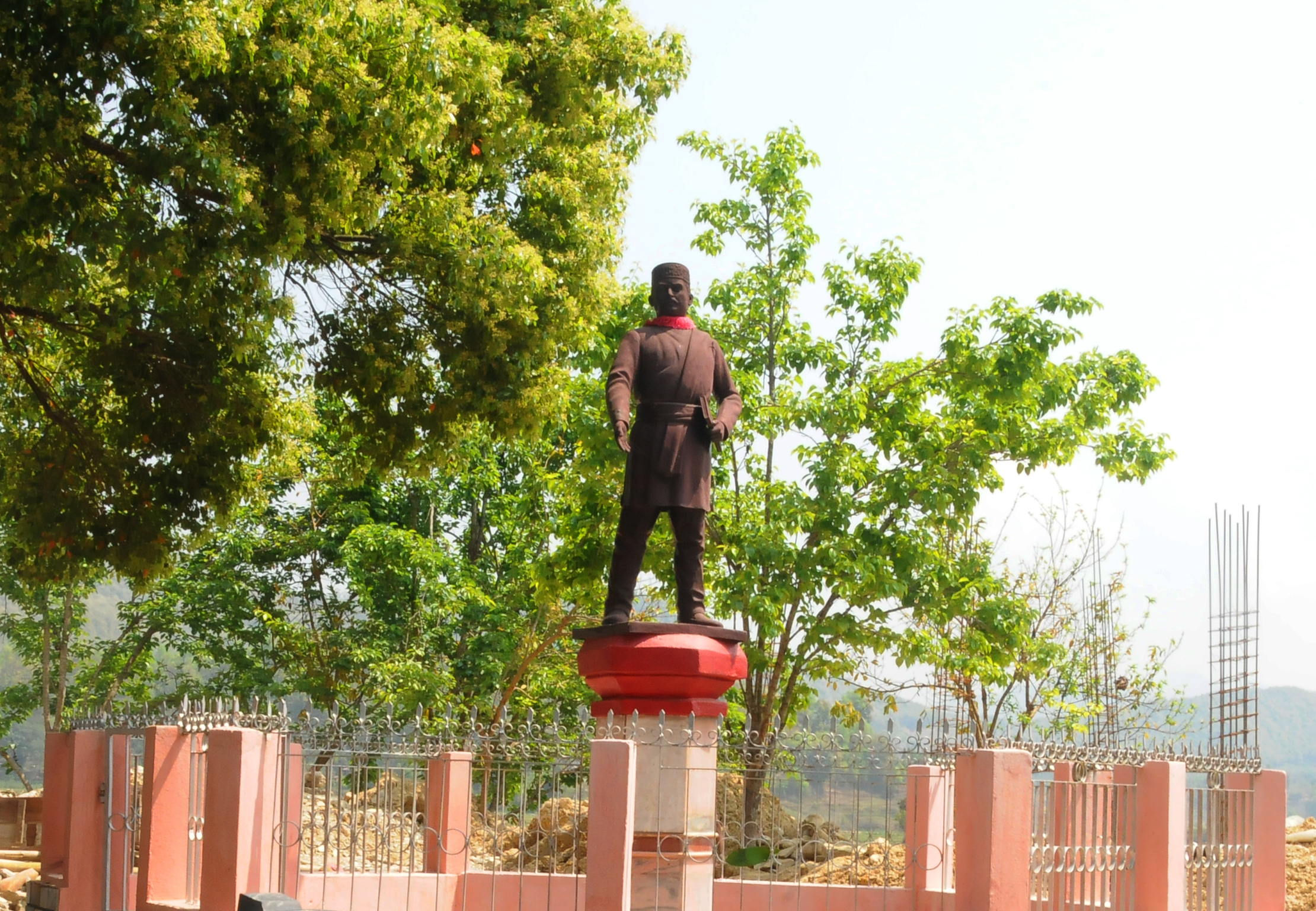
チュンディ・ランガのバヌバクタ像
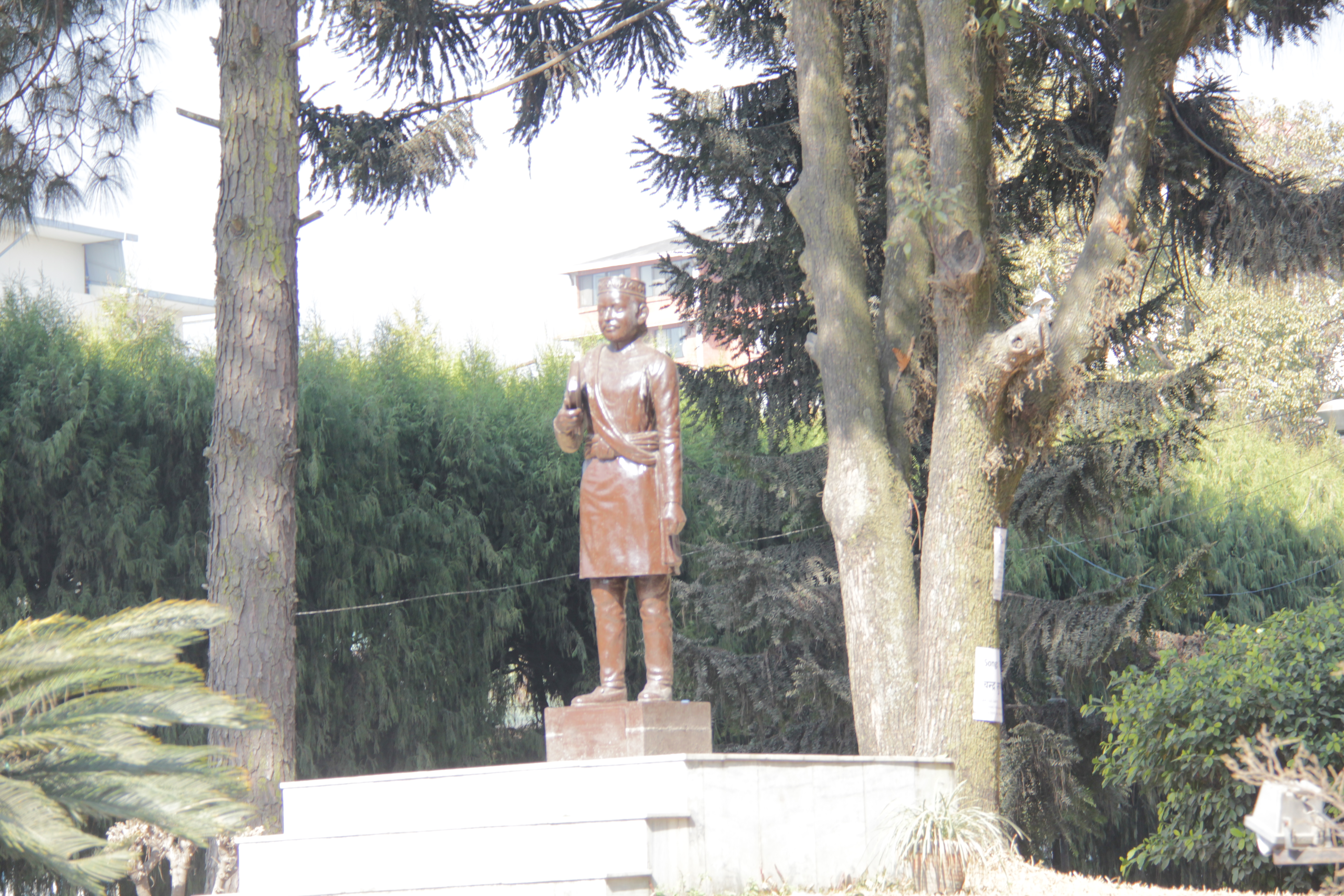
ネパール・アカデミーの像
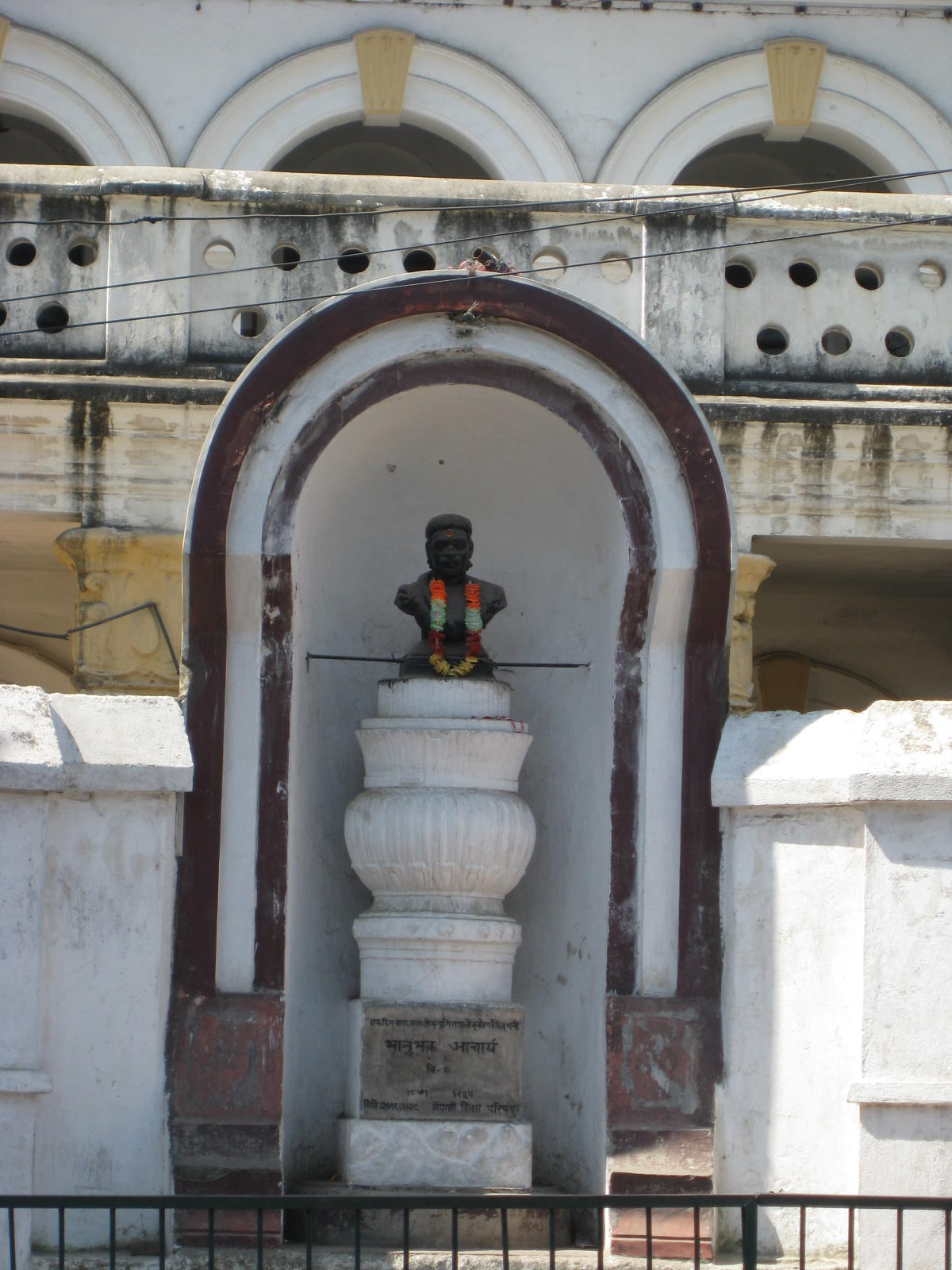
カトゥマンドゥの胸像
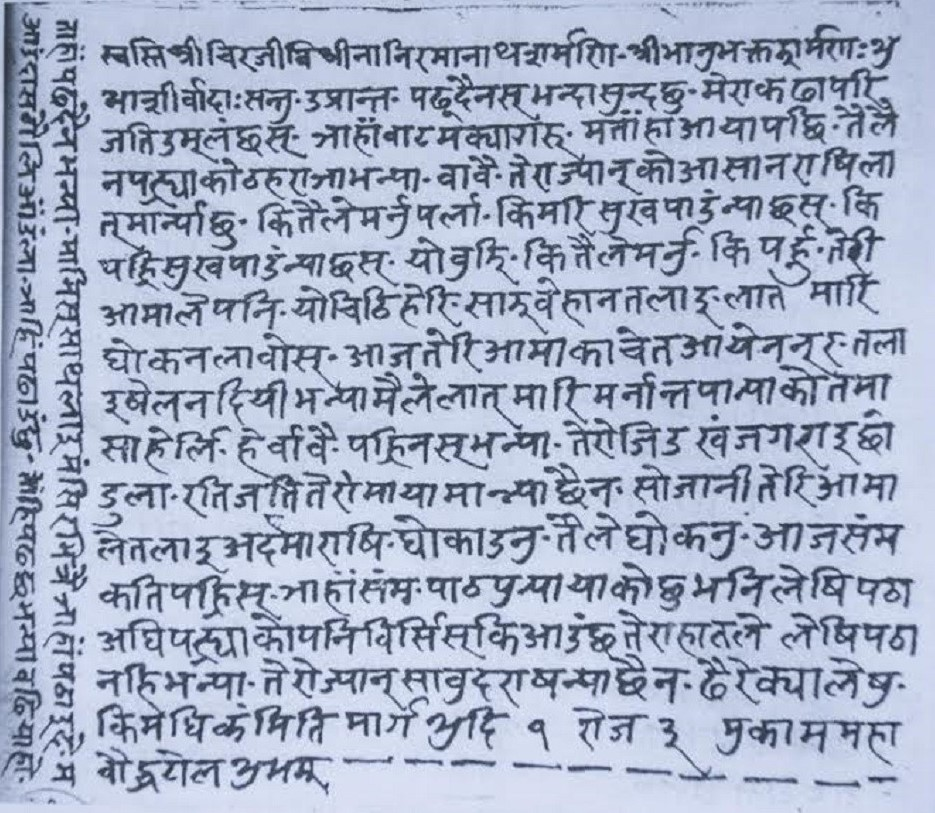
息子に書いたバヌバクタの書簡（1858年）
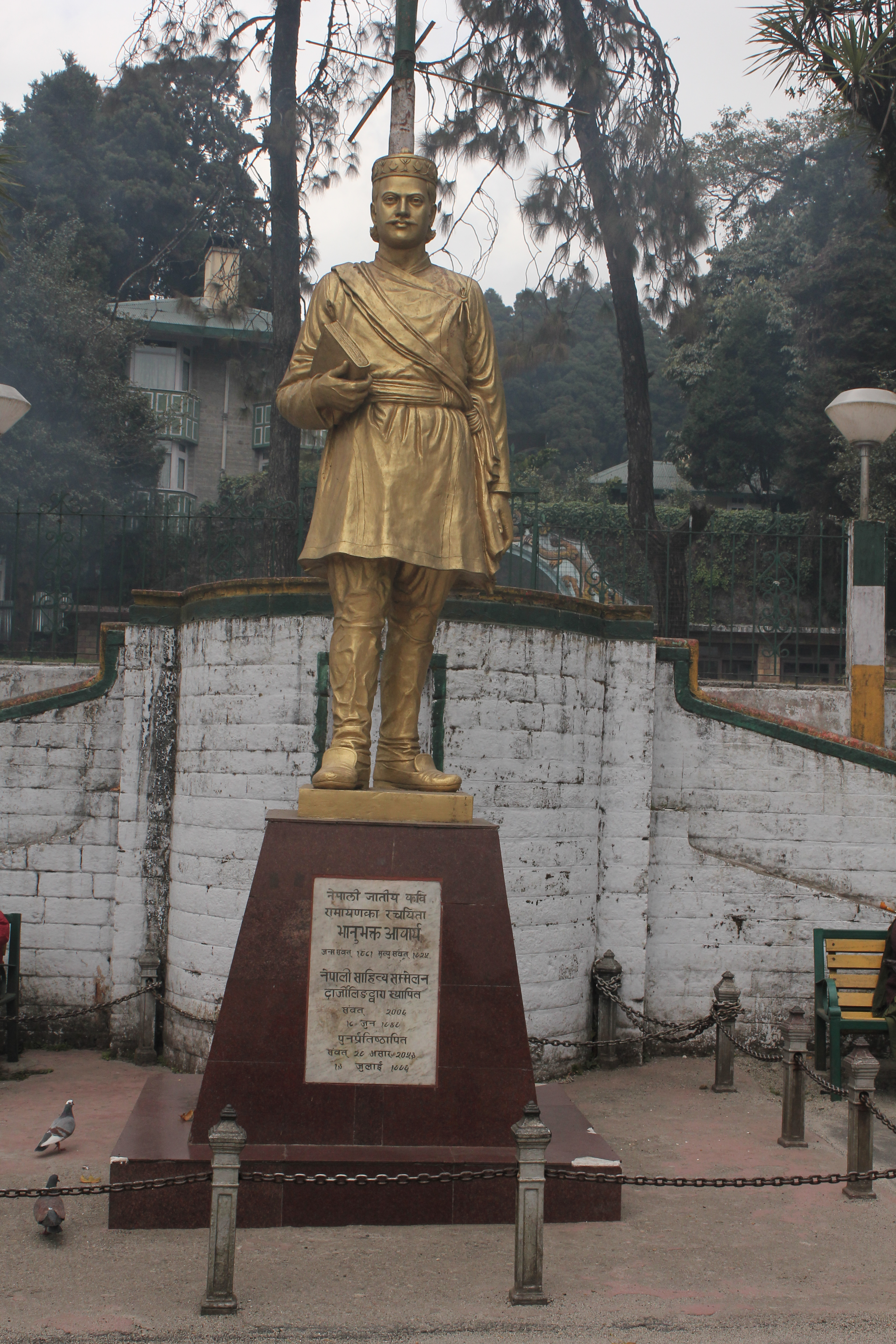
ダージリンの銅像